# Miquel Galmes i Creus
Miquel Galmes i Creus (Barcelona, 1937 - Barcelona, 31 d'agost de 2015) fou fotògraf i historiador de la fotografia, fundador el 1972 de l'Institut d'Estudis Fotogràfics de Catalunya, del qual va ser també el seu director i president.

## Trajectòria professional
L'any 1954, va obtenir la seva primera càmera (una Univex de baquelita negra de rotlle 120 i mida de negatiu 4x6 cm), com a premi per un diorama nadalenc presentat al primer concurs per a joves, organitzat per la Delegació de Gràcia de l'Associació Pessebrística de Barcelona. Un any després els seus pares, durant un viatge de la firma Gevaert, li van comprar una Voigtländer "Vitessa" de pas universal.
Com a exposicions individuals destaquen “Stènomediterranea” (Biennal d' Olot) i “La mirada vertical”, presentada per primera vegada a Barcelona a “La Vitrina del Fotògraf” (Palau Robert) i després a la Biblioteca Pública de Lleida, al Congrés de Fotoventas (Madrid), a Torrelles de Foix amb motiu de la inauguració de la nova seu de l'Ajuntament, i al Claustre de l'Hospital de Torroella de Montgrí.
Miquel Galmes tenia una vinculació especial amb Vilanova i la Geltrú, al llarg de la seva vida va participar en nombroses activitats relacionades amb el món de la fotografia i la cultura en general.

## Reconeixements
Les seves inquietuds per la divulgació i la projecció del fet fotogràfic queden reconegudes, a nivell nacional i internacional, en ser nomenat membre d'importants associacions fotogràfiques:
- Membre d'Honor de la Federació Catalana de Fotografia, des de l'any 2012.[9]
- Premi Olot Fotografia a tota una vida fotogràfica, any 2014.[10]

Com a membre de la European Society for the History of Photography; va participar en diverses trobades europees; entre elles a Tolosa, Oslo, Anvers, Edimburg, ... i Vilanova i la Geltrú l'any 1993 sent-ne l'amfitrió i organitzador, juntament amb l'Institut d'Estudis Fotogràfics de Catalunya. Durant el mes de juny, aquesta població va acollir un nombre important d'historiadors amb la finalitat de difondre les seves investigacions al nombrós públic assistent tant del país com de l'estranger.